# Ozola impedita
Ozola impedita är en fjärilsart som beskrevs av Walker 1861. Ozola impedita ingår i släktet Ozola och familjen mätare. Inga underarter finns listade i Catalogue of Life.